# 球辞苑
『球辞苑 〜プロ野球が100倍楽しくなるキーワードたち〜』（きゅうじえん プロやきゅうがひゃくばいたのしくなるキーワードたち）は、NHK BS（旧BS1）で放送されている野球を題材とした情報バラエティ番組。

## 概要
「野球にまつわる究極の辞典」をコンセプトにした野球番組。
毎回1つのキーワードを編纂するべく、選手・研究者の証言VTRを基にスタジオトークで研究していく。証言VTRの拝見後、スタジオのパネラーが各々の見解を述べ、そこから最適なものを「編集部のまとめ」として採用する。
2014年8月の日本プロ野球80周年3夜連続特番の一環として第1回を放送し、その後11月に第2回を放送。2015年度は「スポーツ・ラボ」枠にて不定期番組として第1シリーズの3回を放送した後年末特番を放送、2016年度よりプロ野球オフシーズンとなる11月から3月にレギュラー放送。2018年度はプロ野球シーズン中にも「プレ編」として視聴者からリクエストされた用語や注目シーンを中心に取り上げる不定期放送を実施しているほか、過去のシーズンからのアンコールも随時月曜日を中心に行われている。
「ホーム・スチール」の回は第6回衛星放送協会オリジナル番組アワードオリジナル番組賞情報番組・教養番組部門最優秀賞を受賞した。
プロ野球関係者も本番組を視聴していることを公言することが度々あり、一例として、秋山翔吾が本番組の「流し打ち」の回を視聴したのをきっかけとしてアベレージヒッターを志向するなど、現役のプロ野球選手にも影響を与えている。秋山自身もその影響からか、度々本番組にゲスト出演することがある。また、広島東洋カープのオーナーである松田元も本番組での秋山への取材映像を評価して、秋山の日本球界復帰の際に同球団が獲得に名乗りを上げる一因にもなったことがある。

## 出演者
- 編集長 - 徳井義実（チュートリアル 第1 - 47回）
- 記者 → 編集長代理 - 塙宣之（ナイツ）
- 記者（オリックス担当） - 岡田圭右（ますだおかだ 第48、52、57回）
- ナレーター - 土屋伸之（ナイツ）[注 2]
- 編集委員
  - キビタキビオ（フリーライター 第2回 - ）
  - データスタジアムアナリスト
    - 金沢慧（第3 - 12、14、17、23、33、39 - 40、51、54、63回、75回）
    - 竹石健太郎（第13、15、16、19 - 22、26 - 32回）
    - 佐々木浩哉[注 3]（第24、34、36、44 - 45、48 - 49、60、68、72-74回、80回、87回、90回、92、94、105 - 108回）
    - 佐藤優太（第35、37、43、46、50、52、61、65、67、71、77、99回）
    - 小林展久（第47回）
    - 山内優太（第53、56、64、66、69-70、76、81、86、89、97回）
    - 伊丹雄斗（第82、98回）
    - 山田隼哉（第93回）

## 放送リスト
※ 所属名はすべて放送当時。

### 2014 - 2015年度
| シリーズ | #  | 放送日         | テーマ               | スタジオゲスト                     | VTRゲスト |
| -------- | -- | -------------- | -------------------- | ---------------------------------- | --- |
| 特番     | 01 | 2014年 8月11日 | SFF                  | 小宮山悟 森高夕次 石橋秀幸         | ブライアン・ファルケンボーグ (楽天) 嶋基宏 (楽天) 桑田真澄 山本和範 村田兆治 溝田武人 (福岡工業大学名誉教授) |
| 特番     | 02 | 11月14日       | 流し打ち             | 田尾安志 石橋秀幸                  | 畠山和洋 (ヤクルト) 山田哲人 (ヤクルト) 篠塚和典 宇野勝 川村卓                                               |
| 第1期    | 03 | 2015年 4月26日 | ファースト           | 宮本慎也                           | 福浦和也（ロッテ） 王貞治 駒田徳広 田中章大（ミズノ ミットクラフトマン）                                     |
| 第1期    | 04 | 8月23日        | アンダースロー       | 里崎智也                           | 牧田和久（西武） 山中浩史（ヤクルト） 島田一志(金沢星稜大学人間科学部スポーツ学科教授) 松沼博久 山田久志     |
| 第1期    | 05 | 8月30日        | ホーム・スチール     | 田口壮                             | 上本博紀（阪神） 高代延博 AKI猪瀬 高木豊 野村克也                                                            |
| 特番     | 06 | 12月29日       | 2015改訂版スペシャル | 里崎智也 川﨑宗則 秋山翔吾（西武） | 渡辺俊介 柳田悠岐（ソフトバンク） 新井貴浩（広島） 石井琢朗                                                  |

### 2016年度
| #  | 放送日          | テーマ             | スタジオゲスト  | VTRゲスト |
| -- | --------------- | ------------------ | --------------- | --- |
| 07 | 2016年 11月12日 | クイックモーション | 里崎智也        | 渡辺俊介（新日鐵住金かずさマジック） 川村卓 (筑波大学スポーツ科准教授) 吉井理人 野村克也 江本孟紀 佐藤道郎 前田幸長 |
| 08 | 11月26日        | スイッチヒッター   | 高橋慶彦        | 柴田勲 松井稼頭央（楽天） AKI猪瀬 松永浩美 |
| 09 | 12月3日         | インハイ           | 川口和久        | 牧田和久（西武） 達川光男 浅村栄斗（西武） 吉田正尚（オリックス） 東尾修 |
| 10 | 12月10日        | 外野手の補殺       | 和田一浩        | 秋山翔吾（西武） 坂口智隆（ヤクルト） 福地寿樹 伊原春樹 平野謙 |
| 11 | 12月24日        | リード（離塁）     | 松本匡史        | 西川遥輝（日本ハム） 田中広輔（広島） 福地寿樹 福本豊 鈴木尚広 |
| 12 | 2017年 1月14日  | ホームランキャッチ | 田口壮          | 赤松真人（広島） 天谷宗一郎（広島） 齊藤悠葵 AKI猪瀬 山森雅文 福本豊 |
| 13 | 1月21日         | ファウル           | 里崎智也        | 中島卓也（日本ハム） 高田繁 細谷圭（ロッテ） 西本聖 |
| 14 | 1月28日         | 球持ち             | 吉井理人        | 新井貴浩（広島） 吉見一起（中日） 神事努（国学院大学人間開発学部助教） 上原浩治（CHC） 星野伸之 江夏豊 |
| 15 | 2月4日          | 六番打者           | 宮本慎也        | 倉本寿彦（DeNA） 岡田彰布 石毛宏典 長嶋清幸 |
| 16 | 2月11日         | 満塁               | 里崎智也        | 井口資仁（ロッテ） 駒田徳広 江夏豊 谷繁元信 |
| 17 | 2月18日         | 左殺し             | 清川栄治        | 宮西尚生（日本ハム） 野村克也 遠山奬志 西岡良洋 永射保 |
| 18 | 2月25日         | ストレート         | 今中慎二 神事努 | 藤川球児（阪神） 与田剛 山口高志 AKI猪瀬 川村卓 |
| 19 | 3月11日         | フルカウント       | 谷繁元信        | 茂木栄五郎（楽天） 牧田和久（西武） 篠宮愼一 牛島和彦 |
| 20 | 3月18日         | ゲッツー           | 立浪和義        | 荒木雅博（中日） 宮本慎也 金本知憲（阪神・監督） |
| 21 | 3月25日         | 開幕直前スペシャル | 里崎智也        | 前半「開幕戦」 新井貴浩（広島） 和田一浩 金子千尋（オリックス） 山田久志 鈴木啓示 古葉竹識 後半 「球辞苑が取り上げるべきテーマランキング」 石井琢朗（「サイン」に関するトーク過去映像） 中村紀洋（「バット投げ」証言） 佐伯貴弘（「隠し球」「ホームスチールの極意 改訂版」証言） 「注目選手」パート（過去映像） 藤川球児（阪神）、田中広輔（広島）、吉田正尚（オリックス）、 茂木栄五郎（楽天）、倉本寿彦（DeNA）、赤松真人（広島）、 天谷宗一郎（広島） |

### 2017年度
1月まで新作を放送し、2月は平昌オリンピック中継で休止し3月は再放送の後下旬にメジャーリーグ開幕に合わせた特番を放送。
| #  | 放送日          | テーマ                | スタジオゲスト                     | VTRゲスト |
| -- | --------------- | --------------------- | ---------------------------------- | --- |
| 22 | 2017年 11月11日 | 初球                  | 里崎智也 片岡治大                  | 渡辺俊介 中村剛也（西武） 杉浦享 |
| 23 | 11月25日        | けん制                | 里崎智也 鈴木尚広                  | 西勇輝（オリックス） 横山竜士 秋山翔吾（西武） 山内孝徳 |
| 24 | 12月2日         | 敬遠                  | 川口和久                           | 渡辺俊介＆里崎智也 AKI猪瀬 T-岡田（オリックス） 柏原純一 |
| 25 | 12月9日         | グリップ              | 篠塚和典 中村紀洋                  | 秋山翔吾（西武） T-岡田（オリックス） 中村剛也（西武） 名和民夫（バット職人） 土橋勝征（ヤクルトコーチ） 田淵幸一 |
| 26 | 12月16日        | 内野安打              | 石井琢朗 （ヤクルトコーチ）        | 亀澤恭平（中日） 仁志敏久 正田耕三 |
| 27 | 12月23日        | 2017年改訂版          | 里崎智也 上原浩治                  | 銀次（楽天） |
| 28 | 2018年 1月6日   | 引っ張り              | 里崎智也 秋山翔吾（西武）          | 中村剛也（西武） 井端弘和（巨人コーチ） 篠塚和典 AKI猪瀬 土井正博（中日コーチ） |
| 29 | 1月13日         | カーブ                | 今中慎二 里崎智也 秋山翔吾（西武） | 岸孝之（楽天） 星野伸之 堀内恒夫 |
| 30 | 1月20日         | 三遊間                | 山下大輔                           | 今宮健太（ソフトバンク） 倉本寿彦（DeNA） 宮﨑敏郎（DeNA） 新井宏昌 掛布雅之＆平田勝男（阪神コーチ） |
| 31 | 1月27日         | 犠牲フライ            | 和田一浩                           | 加藤秀司 内川聖一（ソフトバンク） |
| 32 | 3月29日         | MLB開幕直前スペシャル | 岡島秀樹 里崎智也 岩村明憲 AKI猪瀬 | ベアハンドキャッチ ノーラン・アレナド（COL） オマー・ビスケル フレーミング オースティン・ヘッジス（SD） ホームランキャッチの技法 改訂版 タイラー・フラワーズ（ATL） ムーキー・ベッツ（BOS） トリー・ハンター アンダースローの可能性 牧田和久（SD） 渡辺俊介 ヘッドスライディング ディー・ゴードン（SEA） リッキー・ヘンダーソン ナックルボール 大家友和（DeNAコーチ） サンディ・レオン（BOS） ティム・ウェイクフィールド |

### 2018年度
| #  | 放送日         | プレ編 | スタジオゲスト | VTRゲスト                   | 放送内容 |
| -- | -------------- | ------ | -------------- | --------------------------- | --- |
| 33 | 2018年 5月25日 | 5月    | 里崎智也       | ランディ・ジョンソン        | - 取り上げるべきテーマTOP10 - 10位：スクイズ - 9位：ブルペン - 8位：ベースコーチ - 7位：応援 - 6位：代打 - 5位：審判 - 4位：サイン - 3位：グラブ - 2位：スライディング - 1位：送りバント - 今シーズンの注目すべきシーン - 4月7日西武 - オリックス 9回表ステフェン・ロメロの投手への二塁打 - 4月4日中日 - 巨人 4回裏・6回裏リクエスト申請 - 4月21日ヤクルト - DeNA 10回表筒香嘉智のホームランと滞空時間 - 4月19日中日 - 阪神 2回表松坂大輔が大山悠輔に投じたカットボール - ランディ・ジョンソンへの「初球」「ストレート」「インハイ」改訂インタビュー |
| 34 | 7月22日        | 7月    | 里崎智也       | スティーブン・ライト（BOS） | - 今シーズンの注目すべきシーン - 5月24日ロッテ - 日本ハム 5回表 大田泰示の一塁走者西川遥輝帰塁追い越しによるアウト - 6月5日阪神 - オリックス 1回表小谷野栄一のエンタイトルツーベース - 5月18日ロッテ - ソフトバンク 2回裏福田秀平のバントチャージ - 6月26日ロッテ - 楽天 6回裏二三塁間と三本塁間での挟殺 - 6月16日西武 - 中日 4回表 亀澤恭平の球辞苑「内野安打」回で説明した内野安打法の実践 - 球辞苑が取り上げるべきテーマ少数意見ベストナイン （テキサスヒット、クッションボール、悪球打ち、ラッキーセブン、アウトロー、 振り逃げ、風、九番打者、捕手のマスク投げ、その他1票意見トーク） - MLB開幕直前スペシャル未公開VTR （スティーブン・ライトへの「ナックルボールの技法」インタビュー） |

| #  | 放送日          | テーマ                           | スタジオゲスト           | VTRゲスト |
| -- | --------------- | -------------------------------- | ------------------------ | --- |
| 35 | 2018年 11月10日 | 悪球打ち                         | 駒田徳広                 | 角中勝也（ロッテ） AKI猪瀬 村田修一（巨人コーチ） 里崎智也 |
| 36 | 12月1日         | 三盗                             | 鈴木尚広 里崎智也        | 源田壮亮（西武） 福本豊 嶋基宏（楽天） 大石大二郎 |
| 37 | 12月8日         | アウトロー                       | 杉内俊哉 里崎智也        | 浅尾拓也（中日コーチ） 秋山翔吾（西武） 高山郁夫（オリックスコーチ） 若月健矢（オリックス） 大野豊                                                                                     |
| 38 | 12月15日        | 三塁打                           | 本多雄一 里崎智也        | 源田壮亮（西武） 小坂誠（ロッテコーチ） 岡田幸文 福本豊 |
| 39 | 12月22日        | 2018改訂版                       | 秋山翔吾 里崎智也        | 村田修一（巨人コーチ） 牧田和久（SD） |
| 40 | 2019年 1月12日  | カットボール                     | 武田一浩 里崎智也 神事努 | 榎田大樹（西武） AKI猪瀬 秋山翔吾（西武） 川上憲伸 |
| 41 | 1月26日         | ブルペン                         | 岡島秀樹 里崎智也        | 浅尾拓也（中日コーチ） 山﨑康晃（DeNA） AKI猪瀬 平野佳寿（ARI） 長田勝（広島ブルペン捕手） 吉井理人（ロッテコーチ） 芝草宇宙                                                           |
| 42 | 2月16日         | 審判                             | 井野修 西山秀二          | 名幸一明（NPB審判員） 森健次郎（NPB審判員） 深谷篤（NPB審判員） 牧田匡平（NPB審判員） 原信一朗（NPB審判員） 敷田直人（NPB審判員） 白井一行（NPB審判員） 真鍋勝巳（NPB審判員） 達川光男 |
| 43 | 3月2日          | 代打                             | 八木裕                   | 桧山進次郎 大道典良（ソフトバンクコーチ） 梨田昌孝 |
| 44 | 3月9日          | テキサスヒット                   | 井端弘和 里崎智也        | 源田壮亮（西武） 福留孝介（阪神） 牧田和久 (SD) 篠塚和典 岡田幸文 |
| 45 | 3月16日         | 一・三塁                         | 仁志敏久 里崎智也        | 鈴木尚広（巨人コーチ） 森野将彦（中日コーチ） 銀次（楽天） |
| 46 | 3月28日         | 2019開幕スペシャル               | 川相昌弘 達川光男        | 今宮健太（ソフトバンク） 田中浩康（早稲田大学野球部コーチ） 辻発彦（西武監督） AKI猪瀬 甲斐拓也（ソフトバンク） 山川穂高（西武） 内海哲也（西武） 桑田真澄                             |
| 47 | 3月30日         | 視聴者リクエスト＆ワインドアップ | 里崎智也                 | サイン 高木豊 ワインドアップ 内海哲也 AKI猪瀬 桑田真澄 山田久志 |

### 2019年度
2019年は当初10月28日から新作を放送する予定だったが、直前に編集長を務めてきた徳井に不祥事が発生したため、12月1日からの放送に延期となった。徳井は降板となり、前シーズンまで記者としてレギュラー出演してきた塙宣之が編集長代行（司会）に昇格することを11月28日に番組公式ホームページにて発表した。なお、徳井は翌2020年2月から他番組への出演は再開している。
| #  | 放送日         | テーマ                     | スタジオゲスト                                                        | VTRゲスト |
| -- | -------------- | -------------------------- | --------------------------------------------------------------------- | --- |
| 48 | 2019年 12月1日 | 初回                       | 秋山翔吾 上原浩治 里崎智也 岡田圭右（ますだおかだ）                   | 山本由伸（オリックス） 山岡泰輔（オリックス） 千賀滉大（ソフトバンク） 甲斐拓也（ソフトバンク） 加藤貴之（日本ハム） 堀瑞輝（日本ハム） 吉井理人（ロッテコーチ） AKI猪瀬 神里和毅（DeNA） 森友哉（西武） 真弓明信 福本豊 |
| 49 | 12月7日        | ベースコーチ               | 里崎智也 平野謙 松尾陽介（ザブングル）                                | 藤本敦士（阪神コーチ） 本多雄一（ソフトバンクコーチ） 佐竹学（オリックスコーチ） AKI猪瀬 高代延博（阪神コーチ） 伊原春樹                                                                                                 |
| 50 | 12月14日       | マウンド～プレート含む     | 里崎智也 佐藤義則 西村真二（ラフレクラン）                            | 石原裕紀（広島グラウンドキーパー） 今永昇太（DeNA） 大野雄大（中日） 千賀滉大（ソフトバンク） 伊藤智仁（楽天コーチ） 宮本和知（巨人コーチ） 桑田真澄                                                                     |
| 51 | 12月21日       | 2019改訂版                 | 里崎智也 山崎康晃（DeNA） 吉川正洋（ダーリンハニー）                  | ブルペン 平井克典（西武） 代打 原口文仁（阪神） 流し打ち 神里和毅（DeNA） 秋山翔吾 アンダースロー 牧田和久（楽天） 高橋礼（ソフトバンク） 甲斐拓也（ソフトバンク）                                                       |
| 52 | 2020年 1月11日 | 九番打者                   | 金子誠 里崎智也 岡田圭右（ますだおかだ）                              | 金子侑司（西武） 田辺徳雄（西武コーチ） 辻発彦（西武監督） 桑田真澄 |
| 53 | 2月1日         | チェンジアップ             | 成瀬善久 里崎智也 松陰寺太勇（ぺこぱ）                                | 神事努 九里亜蓮（広島） AKI猪瀬 岡島秀樹 中川圭太（オリックス） 権藤博 |
| 54 | 2月15日        | 特別編 奇策・裏ワザ集      | 里崎智也                                                              | 審判との駆け引き（第42回） 達川光男 ひざ折りクイック（第23回） 山内孝徳 敬遠打ち（第24回） 柏原純一 自作グリップ（第25回） 土橋勝征 隠し球（第21回） 佐伯貴弘                                                            |
| 55 | 2月22日        | ノック                     | 川相昌弘 里崎智也 溜口佑太朗（ラブレターズ）                          | 高代延博（阪神コーチ） 玉木朋孝（広島コーチ） 黒田哲史（西武コーチ） 藤本敦士（阪神コーチ） 河田雄祐（ヤクルトコーチ）                                                                                                   |
| 56 | 2月29日        | 選球眼                     | 掛布雅之 小沢一敬（スピードワゴン）                                   | 丸佳浩（巨人） 吉田正尚（オリックス） 加藤貴昭（慶應義塾大学准教授） 谷繁元信 里崎智也 成瀬善久 金本知憲 |
| 57 | 3月14日        | ネクストバッターズサークル | 真中満 里崎智也 岡田圭右（ますだおかだ）                              | 吉田正尚（オリックス） 丸佳浩（巨人） 森下義隆（国立スポーツ科学センター） AKI猪瀬 掛布雅之 岡田彰布 |
| 58 | 3月21日        | 応援                       | 里崎智也 スージー鈴木 松陰寺太勇（ぺこぱ） 吉川正洋（ダーリンハニー） | 倉橋亮太（全国星覇会） 山下敏広（全国星覇会） 牧田和久（楽天） AKI猪瀬 久保芳秀（侍ジャパン応援団） 山崎康晃（DeNA） |

### 2020年度
新型コロナウイルスの感染拡大問題を受け、大幅に延期された6月19日の開幕戦前日に臨時増刊号を放映。12月5日から放送開始。12月中は毎週放映されたが、1月16日から3月13日までは新作と再放送が交互に放送された。
| #  | 放送日         | テーマ         | スタジオゲスト    | VTRゲスト |
| -- | -------------- | -------------- | ----------------- | --------- |
| 59 | 2020年 6月18日 | 2020臨時増刊号 | 桑田真澄 里崎智也 |           |

| #  | 放送日         | テーマ               | スタジオゲスト                                      | VTRゲスト |
| -- | -------------- | -------------------- | --------------------------------------------------- | --- |
| 60 | 2020年 12月5日 | ど真ん中             | 桑田真澄 真中満 中居正広 小沢一敬（スピードワゴン） | 九里亜蓮（広島） 里崎智也 小宮山悟（早稲田大学野球部監督）                                                                            |
| 61 | 12月12日       | エラー               | 井端弘和 下柳剛 前田裕太（ティモンディ）            | 外崎修汰（西武） 京田陽太（中日） 宮﨑敏郎（DeNA） 石井重夫（NPB公式記録員） 飯田哲也                                                 |
| 62 | 12月19日       | スタンス             | 秋山翔吾（CIN） 掛布雅之 里崎智也 今野浩喜          | 森下義隆（立命館大学スポーツ健康学部） 宮﨑敏郎（DeNA） 浅村栄斗（楽天） AKI猪瀬 八重樫幸雄 門田博光                                  |
| 63 | 12月26日       | 2020改訂版           | 秋山翔吾（CIN） 吉見一起 里崎智也 中居正広          | ホームランキャッチ 田中和基（楽天） ど真ん中 和田毅（ソフトバンク） 選球眼 鳥谷敬（ロッテ） 流し打ち 佐野恵太（DeNA）                 |
| 64 | 2021年 1月16日 | ワンポイントリリーフ | 角盈男 里崎智也 岡田圭右（ますだおかだ）            | 嘉弥真新也（ソフトバンク） 小林正人（中日広報） AKI猪瀬 藤田宗一 野村克也（第17回から） 遠山奬志（第17回から） 木塚敦志（DeNAコーチ） |
| 65 | 1月30日        | ヒットエンドラン     | 宮本慎也 里崎智也 小沢一敬（スピードワゴン）        | 橋上秀樹（新潟BC監督） 太田光（楽天） 渡辺直人（楽天コーチ） 荒木雅博（中日コーチ） 大石大二郎 新井宏昌 波留敏夫（中日コーチ）        |
| 66 | 2月13日        | シンカー             | 山中浩史 里崎智也 神事努 レッド吉田（TIM）          | 石川歩（ロッテ） 益田直也（ロッテ） AKI猪瀬 栗山巧（西武） 山田久志 潮崎哲也                                                          |
| 67 | 2月27日        | 連続記録             | 谷繁元信 小林雅英 松尾陽介                          | 山本由伸（オリックス） 岩尾利弘（西武打撃投手） 鉄平（楽天コーチ） 下柳剛 里崎智也 高橋慶彦 吉田正尚（オリックス） 秋山翔吾（CIN）    |
| 68 | 3月13日        | 指名打者（DH）       | 松中信彦 里崎智也 小沢一敬（スピードワゴン）        | 栗山巧（西武） AKI猪瀬 O・デストラーデ 岡田彰布 石嶺和彦 山崎武司                                                                     |
| 69 | 3月20日        | 完投                 | 川崎憲次郎 里崎智也 小沢一敬（スピードワゴン）      | 大野雄大（中日） AKI猪瀬 阿波野秀幸（中日コーチ） 斎藤雅樹 東尾修                                                                     |

### 2021年度
12月4日から放送開始。2月は北京冬季オリンピック中継のため放送休止。
| #  | 放送日         | テーマ                       | スタジオゲスト                                                   | VTRゲスト |
| -- | -------------- | ---------------------------- | ---------------------------------------------------------------- | --- |
| 70 | 2021年 12月4日 | 見逃し三振                   | 阿波野秀幸 鳥谷敬 小沢一敬（スピードワゴン）                     | 岸孝之（楽天） 甲斐拓也（ソフトバンク） 里崎智也 黒田博樹                                                                               |
| 71 | 12月11日       | ポジショニング（シフト含む） | 井端弘和 秋山翔吾（CIN） 久保孝真（三拍子）                      | 源田壮亮（西武） 外崎修汰（西武） 亀井善行（巨人コーチ） 平野謙 AKI猪瀬 荒木雅博（中日コーチ）                                          |
| 72 | 12月18日       | 九回                         | 里崎智也 澤村拓一（BOS） 竹内一希（まんじゅう大帝国〕            | 宗佑磨（オリックス） 筒井壮（阪神コーチ） 植田海（阪神） 益田直也（ロッテ） 小田裕也（オリックス） 屋鋪要                               |
| 73 | 12月25日       | サイドスロー                 | 斎藤雅樹 里崎智也 神事努 小沢一敬（スピードワゴン）              | 比嘉幹貴（オリックス） 津森宥紀（ソフトバンク） 大下佑馬（ヤクルト） 館山昌平 中村奨吾（ロッテ） 鹿取義隆                               |
| 74 | 2022年 1月8日  | 2021改訂版（守備編）         | 里崎智也 館山昌平 福地寿樹 小沢一敬（スピードワゴン） 尾崎世界観 | ブルペン 清水昇（ヤクルト） プレート 宮城大弥（オリックス） 外野手の補殺 杉本裕太郎（オリックス） 見逃し三振・ポジショニング 谷繁元信   |
| 75 | 1月15日        | 2021改訂版（攻撃編）         | 川﨑宗則（BC栃木） 福地寿樹 岡田圭右（ますだおかだ） 尾崎世界観  | 9回 中村悠平（ヤクルト） ファウル 福田周平（オリックス） 紅林弘太郎（オリックス） 内野安打 荻野貴司（ロッテ） 流し打ち 秋山翔吾（CIN）  |
| 76 | 1月22日        | ツーシーム                   | 小林雅英 里崎智也 安田邦祐（コマンダンテ） 神事努                | 床田寛樹（広島） AKI猪瀬 松山竜平（広島） 黒田博樹                                                                                      |
| 77 | 1月29日        | ルーキー                     | 阿波野秀幸 里崎智也 前田裕太（ティモンディ）                     | 早川隆久（楽天） 渡部健人（西武） 石井琢朗（DeNAコーチ） 川相昌弘（巨人二軍監督） 荻野貴司（ロッテ）                                    |
| 78 | 3月12日        | 打撃投手                     | 藤井秀悟 里崎智也 ゴルゴ松本（TIM）                              | 岩尾利弘（西武打撃投手） 山下英（西武打撃投手） 上野弘文（広島打撃投手） 松山竜平（広島） AKI猪瀬 デ―ブ・ヤウス（元NYMコーチ） 白井正勝 |
| 79 | 3月19日        | バスター                     | 井端弘和 里崎智也 小沢一敬（スピードワゴン）                     | AKI猪瀬 太田真一 荒木貴裕（ヤクルト） 杉谷拳士（日本ハム） 桑田真澄（巨人コーチ） 宮本慎也 平野謙                                       |

### 2022年度
11月20日から放送開始。本年度は放送日が日曜21:00-21:50に移動する（再放送・月曜日は従来通りであるが、内容は1回前のものを放送）。また、これまで番組最後にあった「編集部のまとめ」や放送後の次回予告は、NHKの番組HPで動画配信する形式となっている。なお、12月11日はジャンプ女子ワールドカップの放送があるため、18日はレジェンドの目撃者の若松勉の回を再放送するため、それぞれ放送休止。
| #  | 放送日        | テーマ                     | スタジオゲスト                                                              | VTRゲスト |
| -- | ------------- | -------------------------- | --------------------------------------------------------------------------- | --- |
| 80 | 11月20日      | タッチ                     | 宮本慎也 里崎智也 小沢一敬（スピードワゴン）                                | J・オスナ（ヤクルト） 安田尚憲（ロッテ） 長岡秀樹（ヤクルト） 炭谷銀仁朗（楽天） 牧田匡平（NPB審判員） AKI猪瀬                                           |
| 81 | 11月27日      | ノーボールツーストライク   | 牧田和久 里崎智也 久保孝真（三拍子）                                        | 濱口遥大（DeNA） 平良海馬（西武） 島内宏明（楽天） 宇佐見真吾（日本ハム） 杉浦享 鹿取義隆                                                                |
| 82 | 12月4日       | 延長戦                     | 谷繁元信 阿波野秀幸（巨人コーチ） 尾崎世界観 前田裕太（ティモンディ）       | 丸山和郁（ヤクルト） 清水昇（ヤクルト） 落合英二（中日コーチ） 里崎智也 AKI猪瀬 明石健志（ソフトバンクコーチ）                                           |
| 83 | 12月25日      | 完全試合                   | 西口文也（西武二軍監督） 井口資仁 松陰寺太勇（ぺこぱ）                      | 大野雄大（中日） 外木場義郎 今井雄太郎 佐々木朗希（ロッテ） 松川虎生（ロッテ） 村田真一 AKI猪瀬 佐藤都志也（ロッテ）                                     |
| 84 | 2023年 1月1日 | 2022改訂版（野手編）       | 秋山翔吾（広島） 石井琢朗（DeNAコーチ） 里崎智也 小沢一敬（スピードワゴン） | ベースコーチ 河田雄祐（ヤクルトコーチ） ベアハンドキャッチ 安達了一（オリックス） 流し打ち 中野拓夢（阪神） タッチ 紅林弘太郎（オリックス）              |
| 85 | 1月8日        | 2022改訂版（バッテリー編） | 山崎康晃（DeNA） 川崎憲次郎 里崎智也 岡田圭右（ますだおかだ）               | ワインドアップ 内海哲也（西武コーチ） 能見篤史 ノーボールツーストライク 若月健矢（オリックス） 完投 加藤貴之（日本ハム） アンダースロー 與座海人（西武） |
| 86 | 1月29日       | パームボール               | 浅尾拓也（中日コーチ） 谷繁元信 神事努 小沢一敬（スピードワゴン）           | 床田寛樹（広島） AKI猪瀬 大野豊 小山正明 今江敏晃（楽天コーチ）                                                                                          |
| 87 | 2月26日       | ハーフスイング             | 坂口智隆 矢野耀大 森下義隆 大原優一（ダンビラムーチョ）                     | 橘髙淳（元NPB審判員） 阿部寿樹（楽天） AKI猪瀬 梅野隆太郎（阪神） 戸郷翔征（巨人）                                                                       |
| 88 | 3月5日        | コンバート                 | 中畑清 辻発彦 松尾陽介                                                      | 中野拓夢（阪神） 岡田彰布（阪神監督） 栗原陵矢（ソフトバンク） 増田陸（巨人） 鈴木尚広（巨人コーチ） 高田繁 浅尾拓也（中日コーチ）                       |
| 89 | 3月26日       | デーゲーム                 | 里崎智也 宮本慎也 五十嵐亮太 安田邦祐（コマンダンテ）                       | 青柳晃洋（阪神） 益田直也（ロッテ） 赤松真人（広島コーチ） 秋山翔吾（広島） 栗原陵矢（ソフトバンク） AKI猪瀬 大島洋平（中日） 牧原大成（ソフトバンク）   |

### 2023年度
8月1日に行われた公開収録の模様が「ファン投票スペシャル」として8月13日に放映された。また、公開収録である点を除けばNPBに限ったことでいえば、約8年ぶりにシーズン中に放映された。また、放送時間が当時の再放送枠に近い月曜夜9時に変更になることが同年7月に発表され、放送時間は前年より1分短縮された。
この年は12月1日に実施予定のBS放送波の再編に伴い、放送チャンネルがNHK BSに移行すると同時に2年ぶりに12月から新シリーズを放映した。
| #  | 放送日         | テーマ               | スタジオゲスト                                              | VTRゲスト                                                | 放送内容 |
| -- | -------------- | -------------------- | ----------------------------------------------------------- | -------------------------------------------------------- | --- |
| 90 | 2023年 8月13日 | ファン投票スペシャル | 辻発彦 館山昌平 里崎智也 AKI猪瀬 小沢一敬（スピードワゴン） | 秋山翔吾（広島） 稲葉記子（DeNAランドリー担当） 門田博光 | - 取り上げるべきテーマTOP10 - 10位：ロジンバッグ - 9位：テンポ（投球間隔） - 8位：ドラフト - 7位：ユーティリティープレイヤー - 6位：ユニフォーム - 5位：挟殺（ランダウンプレイ） - 4位：流れ - 3位：本塁打 - 2位：雨天 - 1位：球場 - 少数意見 - 打撃妨害 - 敗戦処理 - フェンス - スパイク - 球際 - パスボール - アウトハイ - ライトゴロ - 自打球 |

| #   | 放送日        | テーマ                     | スタジオゲスト                                                                           | VTRゲスト |
| --- | ------------- | -------------------------- | ---------------------------------------------------------------------------------------- | --- |
| 91  | 12月4日       | ロジンバッグ               | 里崎智也 山本昌 益田直也（ロッテ） 石川雅規（ヤクルト） 小沢一敬（スピードワゴン）       | 伊藤大海（日本ハム） 加藤貴之（日本ハム） 南裏智（ミズノ開発担当者） D・フィリップス（Pelican Bat Wax 社長） 山口健（東北大学大学院教授） 佐々岡真司（前広島監督） |
| 92  | 12月11日      | 挟殺                       | 里崎智也 荒木雅博（元中日コーチ） 伊集院光                                               | 田村龍弘（ロッテ） 小坂誠（ロッテコーチ） 田口壮（オリックスコーチ） 若月健矢（オリックス） 梅木謙一（NPB審判員） 高代延博（大阪経済大学野球部監督） |
| 93  | 12月18日      | 投球間隔                   | 里崎智也 清水昇（ヤクルト） 阿波野秀幸 尾崎世界観                                        | 石川柊太（ソフトバンク） 松井裕樹（楽天） 前田健太（MIN） 松本幸行 |
| 94  | 12月25日      | セーフティーバント         | 里崎智也 石井琢朗（DeNAコーチ） 小沢一敬（スピードワゴン）                               | 並木秀尊（ヤクルト） 小深田大翔（楽天） AKI猪瀬 田中将大（楽天） 安田尚憲（ロッテ） 正田耕三 |
| 95  | 2024年 1月8日 | 2023改訂版（野手編）       | 里崎智也 牧秀悟（DeNA） 辻発彦 吉川正洋（ダーリンハニー）                                | 流し打ち 松本剛（日本ハム） 三盗 上本崇司（広島） 羽月隆太郎（広島） タッチ 源田壮亮（西武） 選球眼 大山悠輔（阪神） |
| 96  | 1月15日       | 2023改訂版（バッテリー編） | 里崎智也 平良海馬（西武） 建山義紀（日本ハムコーチ） 阿波野秀幸 岡田圭右（ますだおかだ） | 見逃し三振 坂本誠志郎（阪神） ロジンバッグ 山﨑福也（日本ハム） フルカウント 平野佳寿（オリックス） パームボール 渡辺翔太（楽天） |
| 97  | 2月5日        | アウトハイ                 | 里崎智也 大塚晶文（中日コーチ） 伊集院光                                                 | 北山亘基（日本ハム） 才木浩人（阪神） 古賀悠斗（西武） AKI猪瀬 宮﨑敏郎（DeNA） 門脇誠（巨人） |
| 98  | 2月12日       | スライダー                 | 里崎智也 伊藤智仁（ヤクルトコーチ） 大原優一（ダンビラムーチョ）                         | 山岡泰輔（オリックス） 今井達也（西武） AKI猪瀬 岡本和真（巨人） 岩瀬仁紀 村田修一（ロッテコーチ） |
| 99  | 3月11日       | 地方球場                   | 里崎智也 辻発彦 飯田哲也                                                                 | 吉川尚輝（巨人） 岡本和真（巨人） 又吉克樹（ソフトバンク） 朝倉健太（中日編成部） 山本昌 真栄城走（沖縄セルラースタジアム那覇グラウンドキーパー） 丸佳浩（巨人） |
| 100 | 3月25日       | MLBスペシャル              | AKI猪瀬 荒木雅博 大家友和 大水洋介（ラバーガール）                                       | 本盗 E・デラクルーズ（CIN） I・カイナーファレファ（TOR） アンダースロー T・ロジャース（SF） ナックルボール M・ウォルドロン（SD） 選球眼 K・シュワーバー（PHI） ゲッツー N・ホーナー（CHC） G・ヘンダーソン（BAL） 流し打ち B・ビシェット（TOR） 投球間隔 松井裕樹（SD） |

### 2024年度
この年も8月2日に行われた公開収録の模様が「ファン投票スペシャルin大阪」として8月26日に放映された。また、番組が放送開始10周年を迎えた。レギュラー放送は歴代最速となる11月10日から新作を放映、放送時間は2年ぶりに日曜21時からとなっている。なお、この年は本放送の翌週に実施していた再放送を行っていない。
また、2025年3月放送分は塙がプライベートでの旅行にて顔面を骨折したため、収録を延期した影響により、収録場所が変更になったほか、2024年度最終回分は平日（木曜日）の昼間に異時放送となる事態になった。
| #   | 放送日         | テーマ                     | スタジオゲスト                                            | VTRゲスト | 放送内容 |
| --- | -------------- | -------------------------- | --------------------------------------------------------- | --- | --- |
| 101 | 2024年 8月26日 | ファン投票スペシャルin大阪 | 掛布雅之 阿波野秀幸 里崎智也 荒木雅博 安田ファニー（GAG） | 右投げ左打ち 秋山翔吾（広島） 雨天 檜山靖洋（気象予報士） スライディング キビタキビオ 挟殺 佐藤都志也（ロッテ） 矢野雅哉（広島） ハーフスイング 山本祐大（DeNA） | - 取り上げるべきテーマTOP10 - 10位：投手の打撃 - 9位：右投げ左打ち - 8位：イニングまたぎ - 7位：芝 - 6位：四球 - 5位：雨天 - 4位：守備固め - 3位：リクエスト - 2位：スライディング - 1位：応援 - 2024前半戦 球辞苑ファンがざわついたシーン - 挟殺（6月7日 広島vs.ロッテ） - ハーフスイング |

| #   | 放送日         | テーマ                     | スタジオゲスト                                                              | VTRゲスト |
| --- | -------------- | -------------------------- | --------------------------------------------------------------------------- | --- |
| 102 | 11月10日       | 雨天                       | 里崎智也 鳥谷敬 秋山翔吾（広島） 檜山靖洋（気象予報士）                     | 吉村貢司郎（ヤクルト） 才木浩人（阪神） 友杉篤輝（ロッテ） 田中浩康（DeNAコーチ） 金沢健児（阪神園芸）                                                                            |
| 103 | 11月17日       | 芝                         | 里崎智也 井口資仁 秋山翔吾（広島） 尾関高文（ザ・ギース）                   | 土肥弘一（ミズノ開発担当） 太田隆之（マツダスタジアム芝管理責任者） 東海林弘樹（楽天球場芝整備責任者） 山縣大介（楽天球場管理責任者） 矢野雅哉（広島） 鈴木大地（楽天） 田口壮    |
| 104 | 12月1日        | スライディング             | 飯田哲也 石井琢朗（DeNAコーチ） 金子侑司 吉川正洋（ダーリンハニー）         | 矢野雅哉（広島） 小園海斗（広島） AKI猪瀬 小郷裕哉（楽天） 岡林勇希（中日） |
| 105 | 12月8日        | 投手の打撃                 | 山本昌 山﨑福也（日本ハム） 糸井嘉男 日本一おもしろい大崎（ちゃんぴおんず） | 森下暢仁（広島） 床田寛樹（広島） 戸郷翔征（巨人） 川相昌弘（巨人コーチ） 桑田真澄（巨人二軍監督） 堀内恒夫                                                                       |
| 106 | 12月15日       | 守備固め                   | 田口壮 飯山裕志 伊集院光                                                    | 英智 柴田竜拓（DeNA） 髙谷裕亮（ソフトバンクコーチ） 森祇晶 |
| 107 | 2025年 1月12日 | 2024改訂版（野手編）       | 里崎智也 辰己涼介（楽天） 村田修一（DeNAコーチ） 吉川正洋（ダーリンハニー） | 外野手の補殺 万波中正（日本ハム） グリップ 森下翔太（阪神） 流し打ち 秋山翔吾（広島） ファウル 矢野雅哉（広島） 涌井秀章（中日）                                                  |
| 108 | 1月19日        | 2024改訂版（バッテリー編） | 里崎智也 阿波野秀幸 岡田圭右（ますだおかだ）                                | けん制 武内夏暉（西武） 加藤匠馬（中日） ワインドアップ 田嶋大樹（オリックス） 地方球場 山﨑伊織（巨人） アンダースロー・投手の打撃 中川颯（DeNA）                                |
| 109 | 2月9日         | 二軍監督                   | 田口壮 真中満 サブロー（ロッテ二軍監督） 矢澤祐太                           | 桑田真澄（巨人二軍監督） 青山道雄（前DeNA二軍監督） 松山秀明（ソフトバンク二軍監督） 小川一夫（ソフトバンク球団統括本部付アドバイザー） 桑原義行（DeNA二軍監督） 中山礼都（巨人） |
| 110 | 3月23日        | 移籍                       | 田口壮 渡辺久信 和田一浩 伊集院光 AKI猪瀬                                   | 九里亜蓮（オリックス） 福谷浩司（日本ハム） 田中瑛斗（巨人） 鈴木健矢（広島） ブラッド・レフトン（フリージャーナリスト） 細川成也（中日） 河田雄祐（DeNAコーチ）                  |
| 111 | 3月27日        | 二塁打                     | 田口壮 井口資仁 小笠原道大（前巨人三軍コーチ） 岡田圭右（ますだおかだ）     | 岡大海（ロッテ） 坂本勇人（巨人） 周東佑京（ソフトバンク） 関根大気（DeNA） 中野拓夢（阪神） 松井稼頭央（元西武一軍監督）                                                         |

## スタッフ
- 資料提供：データスタジアム
- 構成：吉野宏、向山佳綱
- ディレクター：井手雄一、片岡靖就、財田正剛
- 演出：中澤智有
- プロデューサー：石津多恵子
- 制作統括：嘉悦登、江刺一誠
- 制作：NHKエンタープライズ、万作
- 制作著作：NHK

## 収録場所
- 2014年度・2015 - 2018年度レギュラー放送：早稲田奉仕園　早稲田スコットホールギャラリー（東京都新宿区）[25][26]
- 2015年改訂版スペシャル・2021年改訂版・2022年改訂版：明治神宮野球場ロッカールーム（東京都新宿区）
- 2017年度22回・23回・28回・29回、2021 - 2024年度レギュラー放送：TRUNK BY SHOTO GALLERY（東京都渋谷区）[27][注 29][注 30]
- 2019年改訂版：ZOZOマリンスタジアム（千葉県千葉市）[20]
- 2020年改訂版：横浜スタジアム（神奈川県横浜市）
- 2023年ファン投票スペシャル（公開収録）：学士会館（東京都千代田区）
- 2023年改訂版・2024年改訂版：野球殿堂博物館（東京ドーム内）（東京都文京区）
- 2024年ファン投票スペシャル（公開収録）：NHK大阪ホール（大阪府大阪市）